# شجرة (رواية)
شجرة هي رواية تاريخية كُتبت في عام 1978 للفنان الوطني الفلبيني فرانسيسكو سيونيل خوسيه. هي الرواية الثانية في سلسلة خوسيه المعروفة باسم ملحمة روزاليس. تمثل الشجرة في الرواية توقعات وأحلام الفلبينيين.

## الوصف
تدور أحداث الرواية في الخمسينيات من القرن الماضي في الفلبين،  كانت الشجرة عبارة عن قصة صبي فلبيني لم يذكر اسمه، ابن مدير مزرعة،  نشأ في بلدة معروفة باسم روزاليس، بانغاسينان. كان محاطًا بمعارف من طبقته الاجتماعية وأقاربه وخدامه. وُصِف بأنه شاب «يبحث عن الحب الأبوي» و «مكان في مجتمع به هياكل طبقية جامدة». كان أيضًا حفيد المالك دون جاسينتو الذي أثار إعجاب خوسيه في رواية بو-أون. يروى الصبي ضعف العلاقة بين الفلاحين وملاك الأراضي، بما في ذلك كيف إستيلاء دون فيسنتي أسبيري على أراضيهم.
بمجرد أن أصبحت روزاليس مركزًا لتجارة الأرز في شرق لوزون، شهد الطفل سلسلة من التفاوتات الاجتماعية،  والمآسي، مما جعله يحتقر والده مالك الأرض المعروف باسم دون فيسنتي أسبيري والمشرف على المقاطعة الغنية. لم تحدث الثورة الفلبينية أي تغييرات في النظام الإقطاعي للفلبين، باستثناء التحول من الاستعمار الإسباني إلى الاستعمار الأمريكي. استفاد فقط ملاك الأراضي الفلبينيين والقادة الصناعيين من التجارة الحرة التي تم تأسيسها بين الفلبين والولايات المتحدة. على الرغم من الظلم والمعاناة خلال الفترة الأمريكية، لجأ المستأجرون الفقراء إلى حرب العصابات لمحاربة المحتلين اليابانيين لتحسين الظروف المعيشية. أدت عدم المساواة التي تلقاها المستأجرون في المزارع إلى ولادة انتفاضة من شأنها أن تغير المجتمع الفلبيني إلى الأبد.